# موش شنی چاق
موش شنی چاق (نام علمی: Psammomys obesus) نام یک گونه از زیرخانواده جربیل است.